# 店舗流通ネット
店舗流通ネット株式会社（てんぽりゅうつうネット）は、店舗事業者に対し、物件面、資金面、運営から集客、人材採用・教育、事業の拡大や見直し、店舗撤退時のサポートなど、店舗ビジネスの総合支援サービスを提供する企業である。本社は東京都港区に置く。

## 概要
2000年3月、開業サポートを主要業務とするフューチャークリエイト株式会社として東京都新宿区に設立。その後、子会社設立、会社分割、統合を経て、現法人となる。支店は横浜市西区、名古屋市中村区、大阪市北区に設置しており、店舗を軸としたビジネスを展開し、多くの人と社会の役に立つべく事業の拡大を図っている。
駅前商業立地の店舗ビルや素地の開発、老朽化した建物のリノベーション・コンバージョンといった、「店舗」を軸とした不動産の開発も展開し、不動産投資事業を目的としたTRNインベストメント・マネジメント株式会社と、M&A仲介・企業再生・CVC事業を目的としたTRN Capital Management株式会社、PC-POSレジシステム開発・販売・Webサイト企画・作成・運営・ISP事業を提供する株式会社アニーにより、TRNグループを形成している。

## 主な事業
居抜き店舗をリニューアルし、店舗運営を開業希望者に委託する店舗リース事業をメインに、店舗不動産ファンド事業、人材事業、プロモーション事業、工事事業を展開している。 

## ブランドコンセプト
店舗に流通性を見出し、ステークホルダーと共に広大なネットワークを構築し、未来を創造する』店舗流通ネットという社名にはこのような想いが込められています。
従業員、顧客、取引先、株主、そして社会全体をステークホルダーとして捉え、店舗を軸とした事業領域において新たなる事業へと果敢に挑戦する企業です。

## 沿革
- 2000年（平成12年）3月 - 東京都新宿区にてフューチャークリエイト株式会社として設立。
- 2002年（平成14年）
  - 2月 - 本社を東京都豊島区に移転。
  - 3月 - 店舗委託事業を開始。
- 2003年（平成15年）4月 - 子会社として株式会社ボクサール（現・店舗流通ネット）を設立し、宅地建物取引業免許取得。
- 2004年（平成16年）
  - 3月 - 店舗流通ネット株式会社に商号変更。名古屋営業所（現・名古屋支店）を愛知県名古屋市中村区に設立。
  - 4月 - 本社を東京都渋谷区に移転。
  - 11月 - 名古屋証券取引所セントレックスに株式上場。
- 2005年（平成17年）11月 - 店舗流通ネットが会社分割により、子会社として店舗流通ネット株式会社及び店舗サポートシステム株式会社を設立。分割後、同社は純粋持株会社となり、TRNコーポレーション株式会社に商号変更。
- 2011年（平成23年）2月 - 株式交換によりハークスレイの完全子会社となる。
- 2012年（平成24年）
  - 3月 -
    - 株式会社ボクサールがTRNコーポレーション、店舗流通ネット、店舗サポートシステムを吸収合併し、店舗流通ネット株式会社に商号変更。
    - 本社を東京都港区に移転。
    - 大阪営業所（現・大阪支店）を大阪府大阪市北区に設立。
- 2013年（平成25年）1月 - 古物商許可を取得。
- 2014年（平成26年）4月 - プロパティマネジメント・ビルマネジメント事業を開始。
- 2015年（平成27年）
  - 7月 - 一級建築士事務所を開設。
  - 10月 - Webプロモーション事業を開始。
- 2016年（平成28年）1月 - 横浜支店を神奈川県横浜市西区に設立。
- 2018年（平成30年）9月 - 人材採用支援事業を開始。
- 2019年（令和元年）
  - 10月 - 子会社としてTRNインベストメント・マネジメント株式会社を設立。
  - 12月 -
    - 情報セキュリティマネジメントシステム（ISO27001）取得。
    - 特定建設業取得。工事事業開始。
- 2020年（令和2年）
  - 3月 - 店舗不動産ファンド事業を開始。
  - 11月 - TRN Capital Management株式会社を設立。
- 2021年（令和3年）
  - 3月 - 株式譲受により株式会社アニーを完全子会社化。
  - 6月 - 事業継続マネジメントシステム ISO22301（BCMS）認証取得。

## 関連会社
| 親会社                    | 株式会社ハークスレイ                      | https://www.hurxley.co.jp/               |
| TRNグループ 子会社        | TRNインベストメント・マネジメント株式会社 | https://trn-g.com/company/profile/trnim/ |
| TRNグループ 子会社        | TRN Capital Management 株式会社           | https://trn-g.com/company/profile/tcm/   |
| TRNグループ 子会社        | 株式会社アニー                            | https://www.annie.co.jp/                 |
| ハークスレイ グループ会社 | 株式会社アサヒL&C                         | https://asahi-lac.com/                   |
| ハークスレイ グループ会社 | 株式会社味工房スイセン                    | https://catering-suisen.com/             |
| ハークスレイ グループ会社 | 株式会社ファースト・メイト                | https://first-mate.co.jp/                |